# Brazilská reprezentace v malém fotbale
Brazilská reprezentace v malém fotbale reprezentuje Brazílii na mezinárodních akcích v malé kopané, jako je mistrovství světa nebo Panamerický pohár.

## Historie
Již při svém prvním vystoupení na Mistrovství světa v roce 2015, které pořádá federace WMF, získala reprezentace bronzové medaile. V letech 2018 a 2019 se Brazílie účastnila Mistrovství světa v malém fotbale SOCCA, které pořádá federace ISF, ale v obou případech byla vyřazena v osmifinále. Na Panamerickém poháru v roce 2018 Brazílii vyřadilo Chile poměrem 2:1 po penaltách, a putovala do boje o bronz kde podlehla Mexiku poměrem 3:2 po penaltách. Největší úspěch Brazílie je stříbrná medaile z Mistrovství světa 2019 z australského Perthu, po finálovém zápase s Mexikem, který prohrála 4:0. S Českou reprezentací se Brazílie utkala zatím dvakrát.

## Výsledky

### Mistrovství světa
| Rok  | Místo konání | Umístění                                        |
| ---- | ------------ | ----------------------------------------------- |
| 2015 | USA          | Bronzová medaile                                |
| 2017 | Nabeul       | Vyřazeni v osmifinále Českem                    |
| 2019 | Perth        | Stříbrná medaile                                |
|      | Celkem       | Účast – 3× Zlato – 0×, Stříbro – 1×, Bronz – 1× |

### Mistrovství světa SOCCA
| Rok  | Místo konání | Umístění                                        |
| ---- | ------------ | ----------------------------------------------- |
| 2018 | Lisabon      | Vyřazeni v osmifinále Anglií                    |
| 2019 | Rethymno     | Vyřazeni ve osmifinále Mexikem                  |
|      | Celkem       | Účast – 2× Zlato – 0×, Stříbro – 0×, Bronz – 0× |

### Panamerický pohár
| Rok  | Místo konání        | Umístění                                        |
| ---- | ------------------- | ----------------------------------------------- |
| 2018 | Ciudad de Guatemala | Prohra v zápase o bronz s Mexikem               |
|      | Celkem              | Účast – 1× Zlato – 0×, Stříbro – 0×, Bronz – 0× |